# Згорнє Грушовє
Згорнє Грушовє (словен. Zgornje Grušovje) — поселення в общині Оплотниця, Подравський регіон‎, Словенія. Є частиною традиційного регіону Штирія і входить до Подравського статистичного регіону.